# Mathieu Drujon
Mathieu Drujon (Troyes, 1 de febrer de 1983) és un ciclista francès, que fou professional des del 2006 al 2013.
El seu germà Benoît també s'ha dedicat al ciclisme.

## Palmarès
- 2001
  - 1r a la Tour de l'Haut-Anjou
- 2004
  - Vencedor d'una etapa de la Ronda de l'Isard d'Arieja
  - Vencedor d'una etapa del Circuit des plages vendéennes
- 2006
  - Vencedor d'una etapa del Circuit des plages vendéennes
- 2013
  - 1r a la Classic Sud Ardèche